# Profil de femme
Profil de femme est un tableau du peintre lorrain Georges de La Tour réalisé vers 1646-1648. Cette huile sur toile est un portrait qui représente en clair-obscur une femme aperçue de profil sous un bonnet rouge. Fragment d'une plus grande peinture désormais perdue, et dont le sujet demeure inconnu, elle a été acquise par le département de la Moselle lors d'une vente aux enchères chez Christie's à Paris en juin 2004. Elle est depuis lors exposée dans un musée consacré à l'artiste dans sa ville natale de Vic-sur-Seille : le musée départemental Georges-de-La-Tour, dont elle constitue l'une des pièces les plus significatives avec Saint Jean-Baptiste dans le désert.